# Sindicato del Crimen
Sindicato del Crimen est un groupe espagnol de heavy metal, originaire de Madrid. Formé en 1987, il est, avec Def Con Dos, l'un des groupes pionniers dans la pratique du hip-hop en espagnol. Ils évoluent ensuite vers le rap metal, étant également un groupe pionnier de ce style en Espagne.

## Histoire

### Débuts
Ils se font entendre en 1988 avec deux chansons dans la compilation Hip Hop Madrid : Fans y Juana. Plus tard, à la suite de cette compilation, ils participeront à Navidad Hip Hop, où ils laisseront la chanson-thème Albañiles, quitaros el mono y matar al patrón. À cette époque, ils font plusieurs apparitions à la télévision, présentant des essais aussi spirituels que s'asseoir sur un mur avec un litre et complimenter les vieilles dames. Un an plus tard, ils enregistrent Hip Hop Radical, un album où ils rappent sur des instruments joués par un groupe appelé Los Carajillos, avec un argot verbal abondant. Cette œuvre comprend les deux qui apparaissent dans Hip Hop Madrid, et le reste se caractérise par l'abondance de guitares et par l'« inspiration directe » de groupes comme AC/DC (Sindicato del Crimen Hip Hop Radical / Back in Black), Leño (Camarero / Cucarachas), Beastie Boys (Skate or Die / Fight for Your Right) et 2 Live Crew (Queremos un coño / We Want Some Pussy).
L'apogée de leur succès viendra avec le prix Grupo Revelación (groupe révélation), la même année (1989), décerné par l'émission Diario Pop de Radio 3.
Le temps passe, tous les groupes de cette première vague hip-hop s'effondrent et le mouvement connaît une route désertique où il retourne à la culture underground. Le temps continue de passer, avec des exceptions comme l'album de Foreign Nation, les différentes sorties de Def Con Dos dans leur voyage vers les sons metal, et les groupes qui s'approchaient du rock en utilisant le rap (Seguridad Social, Os Resentidos, Negu Gorriak, etc....) Puis des noms comme La Puta Opepé ou Nazión Sur se font connaître, et en 1994, la sortie de Madrid Zona Bruta, par El Club de los Poetas Violentos (anciennement Jungle Kings), en devient la grande percée.

### ¡Qué aproveche!etDeportivo VIH
En 1994, le groupe réapparait composé de Roberto Rodríguez (programmation) Miguel Moraleda (voix, programmation) Toni Mora (guitare) Agustín Pérez (basse) et Javi Mayor (batterie) qui, avec Terry, membre fondateur du groupe, entament une deuxième étape au cours de laquelle ils actualisent leur son, incorporer des tendances contemporaines, introduire des textes plus ambitieux et améliorer, en général, la qualité musicale de leur proposition, sans perdre de vue le meilleur de leurs origines. C'est véritablement la naissance de Sindicato del Crimen, et ensemble ils sortent en 1996 ¡Qué aproveche!
¡Qué aproveche! est une œuvre qui a eu des répercussions pour différentes raisons. La première était sa signification : un mélange hétérogène dans lequel des paroles explicites traversaient des passages de hip-hop, d'acid jazz et de guitares réglées ; une véritable trouvaille à une époque où le rock en Espagne cherchait de nouvelles voies face à l'avalanche de genres rock indépendant et punk. La seconde raison est plus colorée : sa pochette conduit certaines organisations féministes à « boycotter » le groupe. La pochette de ¡Que aproveche! est un dessin montrant un boucher portant un corps humain sur son épaule tandis qu'à l'arrière-plan, on voyait d'autres corps éventrés et pendus comme s'ils se trouvaient dans un abattoir. L'évolution de Sindicato prend donc forme dans ¡Que aproveche!, qui introduit des textes à contenu social et un son contemporain. La production est confiée à Juanjo Valmorisco.
Leur œuvre suivante consistait en une série de remixes de la chanson Deportivo VIH et sa pochette a également posé problème. Elle faisait allusion à la fusion de la musique dure et de l'électronique en représentant un poing américain d'où sortait un câble se terminant par un jack, un modèle de prise utilisé dans la plupart des équipements électroniques. Sur cet album, Deportivo VIH est remixé par Pez, Alex Martin, Side Effects, Resonic, Dee Jay Kul, California Sun et le même Genoma (le groupe de Roberto et Miguel). 

### Ghetto Paradise
En 1998, Agustín Pérez et Javi Mayor quittent le groupe pour suivre d'autres projets, et Chuemo (basse) et Kiki Tornado (batterie) rejoignent le groupe, ainsi que Roberto Rodríguez, propriétaire des échantillonneurs et de la programmation au sein du groupe. En plus de sa participation à Sindicato del Crimen, il a dans ses antécédents la formation de Genoma, un projet de musique électronique dans lequel participe également Miguel Moraleda, l'un des chanteurs de Sindicato et également responsable du séquenceur. Un an plus tard, ils enregistrent ensemble ce qui sera leur troisième album studio, Ghetto Paradise.
L'album voit le jour avec une pochette qui explique que son intérieur est rempli de musique dure et de courants électroniques. Les Madrilènes interprètent leur nouvel album dans une fusion annoncée. Si leur héritage de hip-hop primitif peut être souligné, leur goût pour les tendances contemporaines n'en est pas moins évident. Guitares, machines et textes chocs se côtoient au paradis des ghettos. Le changement thématique dans les textes du groupe est remarquable. Que aproveche! présentait et analysait des situations réelles et palpables. Dans Ghetto Paradise, tout est plus abstrait, les textes oscillent entre réalité et surréalisme, ils accumulent beaucoup de rage et de cynisme. Les photos de l'album, aussi bien celles de l'extérieur que celles incluses dans le livret qui est immergé dans le digipack en carton qui sert d'étui, contiennent des images du Japon et sont l'œuvre de Raúl del Palacio. Avec Ghetto Paradise commence une nouvelle tournée dans la carrière du groupe, qui a d'abord compté avec la participation à six festivals.

### Viaje al fondo de la mente
Sindicato del Crimen poursuit sa carrière avec un autre album, Viaje al fondo de la mente, un album où les airs de métal disparaissent et où le groupe s'immerge dans l'électronique. Le groupe est réduit à un trio : Terry, Miguel Moraleda et Roberto Rodríguez. Dans ce travail, les compositions ont été influencées par DJ Krush, Portishead ainsi qu'Antipop Consortium, ainsi que par d'autres gourous de différentes disciplines de la musique électronique ; ainsi, on trouve du trip hop, de la Techno et beaucoup de hip-hop. Terry continue d'être critique et mordant, mais avec un peu plus de surréalisme. Viaje al fondo de la mente est le titre de ce nouvel album avec lequel le groupe invite en douze chansons (et une surprise finale) à un voyage angoissant dans la conscience collective. Cuando venga la muerte, El Signo de los tiempos ou Recuerdos, ne sont que quelques-uns des titres de cet album aux textes super réalistes et aux rythmes apocalyptiques qui parlent de violence et de déshumanisation, de crise idéologique ou de catastrophes suburbaines.
Parallèlement à leur production musicale, Sindicato del Crimen, ils décident de capturer une partie de l'essence de son discours, de son travail, dans une vidéo Bastallar. Miguel Ángel Vivas, réalisateur de la vidéo, capture l'essence du discours et développe une histoire racontée par ellipses qui correspond à la façon d'écrire de Terry. Bastallar est une pièce de plus dans une œuvre qui parle d'ignominie, de douleur, d'absurdité. La discussion créative qui l'a fait naître est laissée derrière, ce qui aide à isoler de plus en plus les événements dépeints ici. Bastallar est un fragment de plus de Viaje al fondo de la mente, dont les paroles parlent de faits tangibles, d'histoires sur ce que l'on observe, ce que l'on voit dans la rue, dans un journal, dans un reportage, une chronique sociale. Curieusement, une partie des paroles de cette chanson se retrouve dans le livre 1964 después de Cristo y antes de perder el autobús.

### XYY
Après une période d'inactivité et de changements continus, Terry parvient à rassembler des membres de différents groupes nationaux tels que Sugarless, Skunk D.F. ou Def Con Dos, et forme un super-groupe appelé Metralla, avec lequel ils enregistrent une démo de cinq chansons. Bien que le projet n'ait eu qu'une courte existence, de nombreuses idées qui y sont exprimées ont servi à nourrir et à façonner un nouvel album de Sindicato del Crimen. 
En janvier 2010, ils signent au label DFX Records. En février 2010, ils sortent un nouvel album intitulé XYY. Le nom de l'album vient du syndrome XYY, une anomalie des chromosomes sexuels dans laquelle l'homme reçoit un chromosome Y supplémentaire,.
Terry revient à la tête du Sindicato avec à ses côtés Joseba Llanas (Sugarless, Strawberry Hardcore) à la basse, David O'Belleiro (Skunk D.F., SuperSkunk à la guitare ; Javi Mayor et Roberto -Brubaker XL- de retour à la batterie et aux machines respectivement ; et pour le chant, ils signent David Curtonates, qui a une grande expérience dans différents groupes de la scène madrilène comme Terroristars, Kaothic, Not for Us, et Phoenix. L'album est un retour au rap-métal d'antan, remis au goût du jour et sans lésiner sur l'énergie, la puissance et la dureté. XYY est composé de douze titres au son plus lourd et moins expérimental que dans les œuvres précédentes. La sortie de l'album est accompagnée de l'enregistrement du vidéoclip Viva el Mal. Une histoire de violence explicite, de sexe et de drogue, pleine d'humour noir. En 2011, XYY est présenté sur La 2 de Televisión Española dans les Conciertos de Radio 3. Quelques mois après la sortie de l'album, Juanito Sangre et Tejeringo, tous deux ex-membres de Def Con Dos, ont rejoint le groupe, remplaçant Curtonates et O'Belleiro.

## Discographie
- 1988 : Hip Hop Madrid (compilation)
- 1988 : Navidad Hip Hop (compilation)
- 1989 : Hip Hop Radical
- 1996 : Que aproveche
- 1997 : Deportivo VIH
- 1998 : Ghetto Paradise
- 2002 : Viaje al fondo de la mente
- 2010 : XYY